# 阿图瓦地区布律埃
阿图瓦地区布律埃（法語：Bruay-en-Artois，法語發音：[bʁyɛ ɑ̃.n‿aʁtwa]）是法国加来海峡省的一个旧市镇。1987年，阿图瓦地区布律埃与市镇拉比西耶尔合并为市镇布律埃-拉比西耶尔。

## 地理
阿图瓦地区布律埃（50°29'9"N, 2°32'22"E）位于法国上法蘭西大區加来海峡省，该省份为法国北部沿海省份，西北濒北海，南至索姆省，东临北部省。
与阿图瓦地区布律埃接壤的市镇（或旧市镇、城区）包括：拉比西耶尔。
阿图瓦地区布律埃的时区为UTC+01:00、UTC+02:00（夏令时）。

## 行政
阿图瓦地区布律埃的邮政编码为62700，INSEE市镇编码为62178。

## 人口
阿图瓦地区布律埃于1982年时的人口数量为22,893人。